# Ultraísta
Ultraísta — англо-американське експериментальне рок-тріо, утворене у 2008 році. До складу гурту входять учасники Atoms for Peace Найджел Ґодріч та Джої Воронкер, а також Лора Беттінсон. Дебютний однойменний альбом гурту вийшов у 2012 році. У біографії гурту зазначається, що він був «задуманий з любові до афробіту, електроніки, мистецтва і натхненний текілою».

## Історія
Спочатку це була співпраця Найджела Ґодріча та Джої Воронкера, а з приєднанням Лори Беттінсон у 2010 році Ultraísta перетворилася на триосібний гурт. Назва гурту походить від іспанського літературного руху ультраїзм.
Гурт випустив свій перший альбом у 2012 році, після чого вийшов альбом реміксів. У 2019 році гурт оголосив через соціальні мережі, що повертається, випустивши 22 листопада делюкс-видання свого однойменного дебютника.
Вони випустили свій перший сингл «Tin King» з другого альбому на BBC Radio 6 14 січня 2020 року. Альбом Sister вийшов 13 березня 2020 року.

## Склад
- Лора Беттінсон — вокал, синтезатор
- Найджел Ґодріч — синтезатор, бас-гітара
- Джої Воронкер — барабани, перкусія

## Дискографія
- Ultraísta (2012)
- Sister (2020)